# Ophthalamia
Ophthalamia – szwedzka grupa muzyczna wykonująca muzykę z pogranicza black i doom metalu. Powstała w 1989 roku w Sztokholmie z inicjatywy gitarzysty Tony'ego Sarkki (ps. IT).
W sferze lirycznej utwory nawiązują do wykreowanego przez wyobraźnię IT świata o nazwie Ophthalamia.
Ostatni album (Dominion) zainspirowany został Makbetem Szekspira, co nie oznacza jednak jakiejkolwiek zmiany koncepcji, gdyż Makbet ów pojawiał się już wcześniej w realiach Ophthalamii.